# Orange City
Koordinaten: 33° 17′ S, 149° 6′ O

Die City of Orange ist ein lokales Verwaltungsgebiet (LGA) im australischen Bundesstaat New South Wales. Das Gebiet ist 284,2 km² groß und hat etwa 43.500 Einwohner.
Orange liegt in der Central-West-Region des Staates am Mitchell Highway etwa 255 km westlich der Metropole Sydney und 295 km nördlich der australischen Hauptstadt Canberra. Das Gebiet umfasst 13 Ortsteile und Ortschaften: Huntley, Lucknow, Shadforth, Spring Creek und Teile von Canobolas, Clifton Grove, Emu Swamp, Guyong, Millthorpe, Orange, Spring Hill, Spring Terrace und Springside. Der Sitz des City Councils befindet sich im Zentrum der Stadt Orange, wo etwa 41.000 Einwohner leben.

## Verwaltung
Der Orange City Council hat 12 Mitglieder. Die 11 Councillor und der Vorsitzende und Mayor (Bürgermeister) werden von den Bewohnern der LGA gewählt. Orange ist nicht in Bezirke untergliedert.
Der Mayor wurde erstmals 2017 direkt gewählt, davor bestimmten die neu gewählten Councillor den Vorsitzenden aus ihren Reihen. Von 2012 bis 2017 bestand der Council nur aus 9 Mitgliedern.